# Ami
Ami là một chi nhện trong họ Theraphosidae.

## Các loài
Chi này gồm các loài:
- Ami amazonica Jimenez & Bertani, 2008
- Ami bladesi Pérez-Miles, Gabriel & Gallon, 2008
- Ami caxiuana Pérez-Miles, Miglio & Bonaldo, 2008
- Ami obscura (Ausserer, 1875)
- Ami pijaos Jimenez & Bertani, 2008
- Ami weinmanni Pérez-Miles, 2008
- Ami yupanquii Pérez-Miles, Gabriel & Gallon, 2008